# Nalanda (escarabajo)
Nalanda es un género de escarabajos de la familia Buprestidae.

## Especies
- Nalanda acuta
- Nalanda alberti
- Nalanda albopubens
- Nalanda amethystina
- Nalanda angustifrons
- Nalanda annamita
- Nalanda arrowi
- Nalanda atrata
- Nalanda aureopubens
- Nalanda bilyi
- Nalanda binhensis
- Nalanda blaoensis
- Nalanda buddhaica
- Nalanda choganhensis
- Nalanda chrysomelinus
- Nalanda cochinchinae
- Nalanda coeruleiventris
- Nalanda convexifrons
- Nalanda coomaniana
- Nalanda cupreiventris
- Nalanda cupreoapicalis
- Nalanda cupricollis
- Nalanda cyaneoscutellaris
- Nalanda cyaneus
- Nalanda dalatensis
- Nalanda delauneyi
- Nalanda dessumi
- Nalanda dongnaiensis
- Nalanda exophtalma
- Nalanda fleutiauxi
- Nalanda formosana
- Nalanda frontalis
- Nalanda glabra
- Nalanda granulata
- Nalanda halperini
- Nalanda harmandi
- Nalanda hideoi
- Nalanda horni
- Nalanda komiyai
- Nalanda kurosawai
- Nalanda kurosawana
- Nalanda lacthoensis
- Nalanda lagerstraemiae
- Nalanda laotica
- Nalanda latifrons
- Nalanda magnifica
- Nalanda mandarina
- Nalanda moi
- Nalanda muong
- Nalanda niisatoi
- Nalanda ohbayashii
- Nalanda ornatus
- Nalanda pentacallosa
- Nalanda perroti
- Nalanda rutilicollis
- Nalanda sericea
- Nalanda shimomurai
- Nalanda suzukii
- Nalanda takashii
- Nalanda tonkinea
- Nalanda toyamai
- Nalanda viridipennis
- Nalanda vitalisi
- Nalanda wenigi